# Barabás
Barabás és un poble del comtat de Szabolcs-Szatmár-Bereg, de la Gran Plana Septentrional, la regió oriental d'Hongria. Té parada d'autobús i l'estació de tren més propera es troba a Vásárosnamény, a 22 km del sud de Barabás.